# Liste der Mitglieder der National Academy of Sciences/1969
Im Jahr 1969 wählte die National Academy of Sciences der Vereinigten Staaten 60 Personen zu ihren Mitgliedern.

## Neugewählte Mitglieder
- George E. Backus (* 1930)
- Paul B. Beeson (1908–2006)
- Harry Beevers (1924–2004)
- Elkan R. Blout (1919–2006)
- Nikolai N. Bogolubov (1909–1992)
- Keith A. Brueckner (1924–2014)
- Robert Cannan (1894–1971)
- Samuel C. Collins (1898–1984)
- Jerome W. Conn (1907–1994)
- Allan Cox (1926–1987)
- Francis Crick (1916–2004)
- Richard R. Doell (1923–2008)
- Sidney D. Drell (1926–2016)
- Nikolai P. Dubinin (1907–1998)
- Gerald M. Edelman (1929–2014)
- Herman N. Eisen (1918–2014)
- Thomas Eisner (1929–2011)
- Herman Feshbach (1917–2000)
- Alexander Frumkin (1895–1976)
- Ernst Hadorn (1902–1976)
- Arthur Hasler (1908–2001)
- George H. Hepting (1907–1988)
- Norman H. Horowitz (1915–2005)
- Fred Hoyle (1915–2001)
- Francois Jacob (1920–2013)
- Harold Lester Johnson (1921–1980)
- Stephen C. Kleene (1909–1994)
- William Klemperer (1927–2017)
- Walter Kohn (1923–2016)
- Tjalling C. Koopmans (1910–1985)
- Martin G. Larrabee (1910–2003)
- Thomas Lauritsen (1915–1973)
- Benjamin Lax (1915–2015)
- J. C. R. Licklider (1915–1990)
- Floyd G. Lounsbury (1914–1998)
- Robert H. MacArthur (1930–1972)
- Boris Magasanik (1919–2013)
- Jerrold Meinwald (1927–2018)
- Alton Meister (1922–1995)
- Arthur W. Melton (1906–1978)
- Elliott W. Montroll (1916–1983)
- Takesi Nagata (1913–1991)
- Louis Nirenberg (1925–2020)
- Egon Orowan (1902–1989)
- John Rodgers (1914–2004)
- Marshall N. Rosenbluth (1927–2003)
- Jack Schultz (1904–1971)
- Harrison Shull (1923–2003)
- Seymour J. Singer (1924–2017)
- E. R. Stadtman (1919–2008)
- Andrew Streitwieser, Jr. (1927–2022)
- John T. Tate (1925–2019)
- Artturi I. Virtanen (1895–1973)
- Jan G. Waldenström (1906–1996)
- Warren Weaver (1894–1978)
- Edward O. Wilson (1929–2021)
- Bernhard Witkop (1917–2010)
- Dean E. Wooldridge (1913–2006)
- Jeffries Wyman (1901–1995)
- Norton D. Zinder (1928–2012)